# Романов, Николай Иванович (биатлонист)
Николай Иванович Романов (11 января 1948, Тисульский район, Кемеровская область — 7 июля 2004, Екатеринбург) — советский биатлонист, советский и российский тренер по биатлону. Чемпион (1974) и двукратный призёр чемпионата СССР в эстафетах. Мастер спорта СССР международного класса, заслуженный тренер СССР (1989).
Окончил факультет физвоспитания Барнаульского государственного педагогического института (1975).

## Биография
Начал заниматься биатлоном во время службы в армии, в Бийском гарнизоне, по окончании службы остался в Бийске. Выступал за спортивное общество «Зенит», во время учёбы в вузе представлял город Барнаул, с 1974 года — снова город Бийск. С 1977 года перебрался в Свердловск и перешёл в общество «Динамо».
В 1973 году стал бронзовым призёром чемпионата СССР в эстафете в составе сборной общества «Зенит». В 1974 году чемпионат страны проводился в рамках зимней Спартакиады народов СССР, Романов выступал в эстафете в составе второй сборной РСФСР вместе с Александром Коробейниковым, Дмитрием Скосыревым и Владимиром Амосовым и завоевал золотые медали. На чемпионате СССР 1976 года, выступая за команду общества «Зенит», выиграл эстафетное серебро.
На Спартакиаде народов РСФСР 1974 года стал двукратным победителем. В 1977 году победил в индивидуальной гонке на соревнованиях «Ижевская винтовка».
После окончания спортивной карьеры перешёл на тренерскую работу, был назначен старшим тренером-преподавателем Свердловской областной школы высшего спортивного мастерства. Под руководством Романова начали тренироваться олимпийский чемпион Сергей Чепиков, чемпион мира среди юниоров Эдуард Башмаков, призёр чемпионата России Валим Акрамов, участник чемпионата мира среди юниоров Игорь Мухлынин. В 1987 году Романову было присвоено звание «Заслуженный тренер РСФСР», а в 1989 году — «Заслуженный тренер СССР». В 1988—1989 году работал в тренерском штабе молодёжной сборной СССР. Также имел республиканскую категорию в качестве судьи соревнований по биатлону.
Награждён медалью ордена «За заслуги перед Отечеством» II степени (1994), нагрудным знаком «Отличник физической культуры и спорта».
Скончался 7 июля 2004 года в Екатеринбурге. Похоронен на Нижнеисетском кладбище.